# 許廷桂 (咸豐進士)
許廷桂（1830年—1885年 ），字柱臣，號嘉謨，江西金谿縣（今江西省金溪縣）人。

## 生平
咸豐九年（1859年）己未恩科江西鄉試第一名舉人。咸豐十年（1860年）進士，選庶吉士，散館授翰林院檢討。官至江南道監察御史、京畿道監察御史。